# Paul Malakwen Kosgei
Paul Malakwen Kosgei (* 22. April 1978 in Marakwet) ist ein kenianischer Langstreckenläufer und ehemaliger Weltrekordhalter im Straßenlauf.
In seiner Jugend stellte er einen Juniorenweltrekord im 3000-Meter-Hindernislauf auf und wurde in dieser Disziplin Siebter bei den Leichtathletik-Weltmeisterschaften 1999 in Sevilla. Bei den Crosslauf-Weltmeisterschaften gewann er 1997 im Juniorenrennen Bronze. Bei weiteren Teilnahmen gewann er auf der Kurzstrecke 1998 und 2000 Bronze sowie 1999 Silber und wurde 2001 auf der Langstrecke Fünfter. 1998 siegte er bei der BOclassic, 2000 beim Parelloop und 2001 beim Giro Media Blenio. Bei den Leichtathletik-Weltmeisterschaften 2001 in Edmonton wurde er Siebter im 10.000-Meter-Lauf.
2002 siegte er bei den Halbmarathon-Weltmeisterschaften in Brüssel, bei den Leichtathletik-Afrikameisterschaften in Radès über 10.000 Meter und beim Great North Run. Bei den Commonwealth Games in Manchester gewann er Silber über 10.000 Meter.
2004 stellte er bei den 25 km von Berlin mit 1:12:45 h einen Weltrekord über diese Distanz auf, der bis 2010 Bestand hatte. 2006 stellte er beim Berliner Halbmarathon mit 59:07 min einen Streckenrekord auf.
2007 wechselte er auf die 42,195-km-Distanz. Beim Hamburg-Marathon belegte er in 2:14:15 h lediglich den 14. Platz, beim Amsterdam-Marathon steigerte er sich auf 2:09:31 h, da das Rennen aber eines der schnellsten der Geschichte war, reichte es auch dort nur zum zehnten Platz. Außerdem wurde er Siebter beim Lissabon-Halbmarathon und Sechster beim Portugal-Halbmarathon. 2008 wurde er Achter beim Paris-Marathon und Vierter beim Rotterdam-Halbmarathon, 2009 Sechster beim Reims-Marathon.
2010 kam er bei den 25 km von Berlin als Sechster ins Ziel; sein Weltrekord über diese Distanz wurde im selben Rennen von Samuel Kiplimo Kosgei gebrochen. Im Herbst errang er bei der Maratona d’Italia seinen ersten Sieg über die Volldistanz und stellte auf dem wegen seines Gefälles nicht bestenlistentauglichem Kurs mit 2:09:00 h einen Streckenrekord auf.
Paul Malakwen Kosgei wird von Gabriele Nicola trainiert. Er ist verheiratet und hat zwei Kinder.

## Persönliche Bestzeiten
- 3000 m Hindernis: 8:07,13 min, 3. Juli 1999, Saint-Denis
- 3000 m: 7:39,15 min, 28. Juni 2000, Athen
- 5000 m: 13:05,44 min, 28. Juli 2000, Oslo
- 10-km-Straßenlauf: 27:34 min, 31. März 2002, La Courneuve
- 10.000 m: 27:21,56 min, 5. September 2003, Brüssel
- Halbmarathon: 59:07 min, 2. April 2006, Berlin
- 25-km-Straßenlauf: 1:12:45 h, 9. Mai 2004, Berlin
- Marathon: 2:09:15 h, 6. April 2008, Paris